# Meniko
Meniko (en griego: Μενικο) es un pueblo ubicado en el Distrito de Nicosia de Chipre. En el centro de la localidad está ubicada la iglesia ortodoxa griega, dedicada a los mártires San Cipriano y Santa Justina (Αγίων Κυπριανού και Ιουστίνης). La comunidad celebra sus fiestas cada año el 2 de octubre.